# Ramón Granell Pascual
Ramón Granell es un escultor español, nacido en Masarrochos (Valencia), en 1914 y fallecido en Valencia en 1991. Es uno de los más destacados tallistas levantinos del siglo XX. La mayoría de sus creaciones se encuentran repartidas por varias localidades de la Comunidad Valenciana, aunque también ha realizado obras para las provincias de Murcia o Huesca, e incluso para países sudamericanos.
Influenciado por su gran maestro José María Ponsoda, con quien empezó a colaborar a la edad de 14 años, trabajó casi siempre por encargo y en su mayoría abordando temática religiosa: pasos, tronos, imaginería. Entre 1940 y 1957 compaginó la labor de taller con la docencia en la Escuela de Artes y Oficios "San Carlos" de Valencia.

## Obras
- Andas de la Virgen de la Soledad, en Gandía (1954)
- Virgen de los Desamparados, en la Parroquia de San Isidro Labrador de Valencia (1959)[3]
- Virgen de los Desamparados, para la Asociación de Valencianos residentes en Venezuela (1959)[4]
- Sagrado Corazón de Jesús, Parroquia de San Isidro Labrador de Valencia (1960)
- Cristo Yacente, Parroquia de San Isidro Labrador de Valencia (1960)
- San Vicente Ferrer y San Vicente Mártir, Parroquia de San Isidro Labrador de Valencia (1961)
- Santa Rita de Casia, (candelero) - Parroquia de San Isidro Labrador de Valencia (1969)
- San Expedito Mártir, Parroquia de San Isidro Labrador de Valencia (1958?)
- Oración en el Huerto, en Ayerbe (1959)
- Virgen Milagrosa, en Játiva (1960)
- Beso de Judas, en Sagunto (1961)
- Nuestra Señora de la Esperanza, en Alcira (1968)
- Crucifixión del Señor, en Alcira (1971)
- Sagrado Corazón de Jesús, en Dolores (1972)
- Nube y ángeles para las andas de Nuestra Señora de Gracia, en Altura (1980)
- Cristo de las Penas, en Beniaján (1982)
- Cristo de los Afligidos, en Cañamelar (1987)
- Nuestra Señora de los Dolores. en Terciarios Capuchinos de Godella (1960)
- Virgen del Carmen.Parroquia de San marcos Evangelista. Quintanar del Rey (Cuenca).
- San Vicente Ferrer y Cristo resucitado, de la Catedral de Segorbe (Castellón)

- Virgen de la Amargura , de la cofradía de Jesús Nazareno de La Rambla (Córdoba) . Año' 1976

```
Santa Bárbara en Rocafort 1957
```